# Masakazu Katsura
Katsura Masakazu (桂 正和), nascido em 10 de dezembro de 1962, é um mangaka japonês, sendo caracterizado pelo realismo em seus traços misturado ao estilo mangá de desenhar. Esboços tão peculiares se devem a um acidente em seu braço o impossibilitando de trabalhar. Mas não desistindo, ele recomeçou a atividade tentando desenhar fotos de cantoras teens famosas de J-Pop. Teve sua estreia no ramo em 1983 com a história Wingam. 

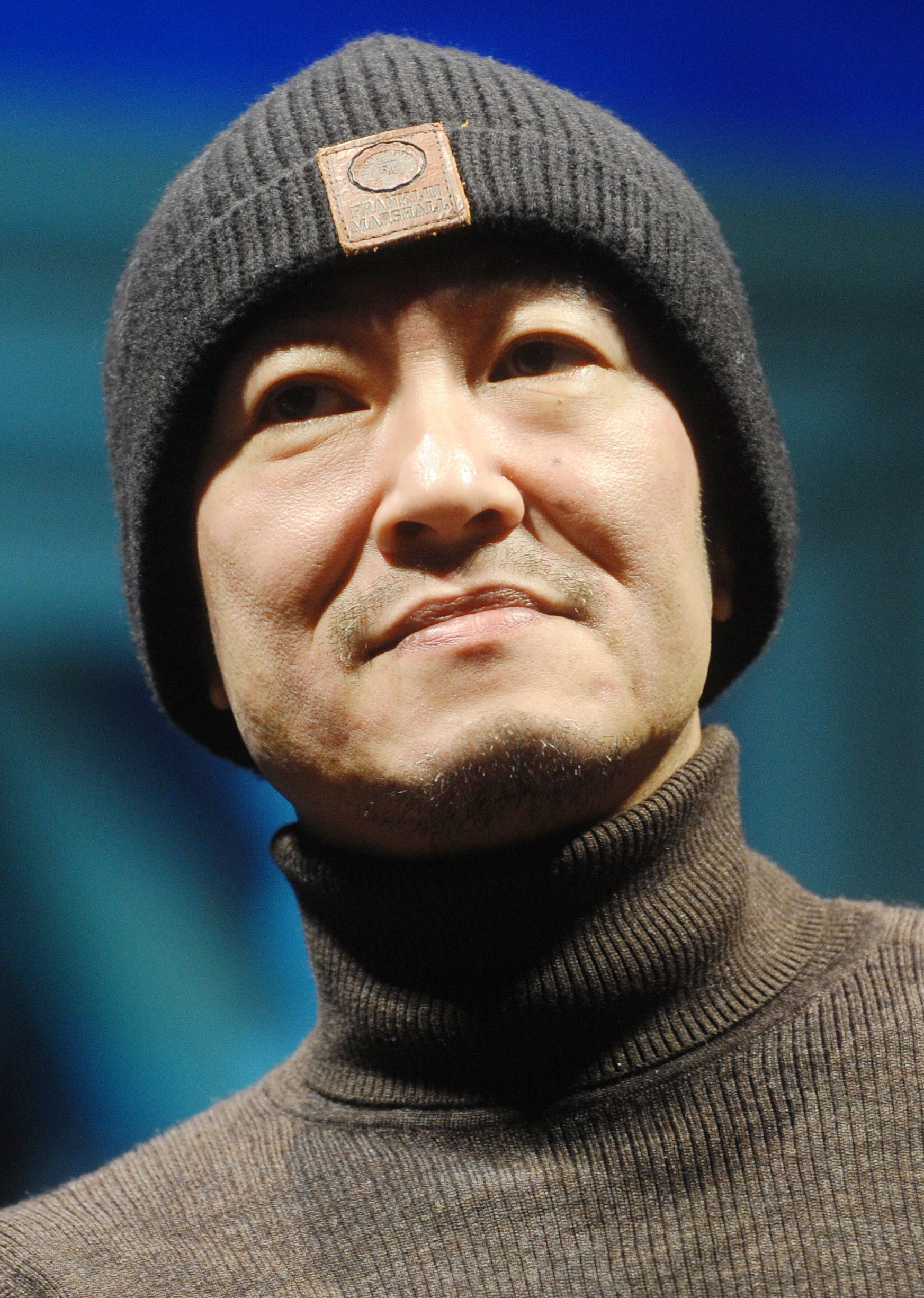
Masakazu Katsura - Lucca Comics & Games 2014

Em 1989 começou a série Video Girl Ai, com uma história romântica e cômica, só que para garotos, tendo a sua versão animada um ano depois do sucesso do mangá com um OVA de 6 episódios.

## Obras
- Super Mobile Troop Vander
- Shadow Lady (1995)
- Den'ei Shōjo (Incluindo Video Girl Ai e Video Girl Len)
- Zetman (1994)
- Wing-man (1983)
- Present from Lemon
- Love and Destroy
- I"s
- DNA² (1993)
- M
- Dr Chambalee
- Zetman (2002)
- Tiger & Bunny